# Getto w Biłgoraju
Getto w Biłgoraju – getto żydowskie utworzone przez Niemców w Biłgoraju w czerwcu 1940 roku.

## Opis
Po przejęciu Biłgoraja przez III Rzeszę od Armii Czerwonej ludność żydowska mogła zamieszkiwać tylko część ulicy 3 Maja oraz ulice Nadstawną i Ogrodową.
Niemcy wydali rozporządzenie by na lewym ramieniu Żydzi nosili białe opaski z gwiazdą Dawida. W grudniu 1939 starosta niemiecki powołał Judenrat. W jej skład wchodziło 5 osób. Pierwszym prezesem był Szymon Bin. W październiku 1939 roku Niemcy wprowadzili przymus pracy dla Żydów. Pracowali przy wyrębie lasów, budowie dróg w powiecie, na stacji kolejowej w Rapach, w kamieniołomach Gliniska, przy budowie kanału na rzece Biała Łada. Praca zaczynała się o godzinie 6 rano, a kończyła o 17. Na początku 1940 roku Niemcy wydali dekret konfiskujący mienie żydowskie.
W czerwcu 1940 roku utworzono getto. Początkowo było to getto otwarte, składające się z dwóch ulic – Lubelskiej i 3 Maja – w których stłoczono 3500 Żydów. W czerwcu 1941 roku Niemcy zamknęli getto.
W sierpniu 1940 r. Niemcy rozstrzelali wszystkich członków Judenratu za odmowę wytypowania grupy Żydów, którzy mieli zostać wywiezieni do niemieckiego obozu w Bełżcu.
Od grudnia 1940 roku opiekę nad Żydami w Biłgoraju sprawował Komitet Opieki Żydowskiej Samopomocy Społecznej – Judische Soziale Selbsthilfe, który w połowie 1942 roku został przekształcony w Judische Unterstutzungsstelle. W getcie szerzyły się choroby zakaźne – gruźlica, tyfus plamisty i choroby skóry. W mieście nie było żydowskich lekarzy ani personelu. Pomoc nieśli Polacy. Jesienią 1941 roku Niemcy utworzyli przy ul. Lubelskiej szpital żydowski z obawy przed szerzącą się epidemią tyfusu plamistego, a Komitet Opieki ŻSS poprosił, by przysłać do miasta dr Jakuba Meisla i dr R. Polatschka – wysiedleńców z Wiednia.
Komitet Opieki Żydowskiej Samopomocy Społecznej w Biłgoraju podlegały referatowi opieki i spraw socjalnych, w którym pracowali tylko Niemcy i folksdojcze. Kierownikiem referatu do 1944 r. był nienawidzący Polaków i Żydów Mock, a po nim Wilhelm. Do miasta przybyli Żydzi z Austrii, nieposiadający żadnych środków do życia.
Latem 1940 roku grupy Żydów wywieziono do obozów pracy na Lubelszczyźnie, m.in. do obozu pracy w Turkowicach.
Niemcy dwukrotnie przeprowadzili wywózki ludności żydowskiej z Biłgoraja. Pierwsza miała miejsce 6 kwietnia 1941 roku. Do Goraja Niemcy wywieźli ok. 800 osób, pozwalając im wziąć ze sobą tylko najpotrzebniejsze rzeczy. Drugie wysiedlenie miało miejsce 22 kwietnia 1942 roku. 220 osób, przede wszystkim najuboższe rodziny, wysiedlono do Tarnogrodu.
W sierpniu 1942 roku przywódcy Judenratu zostali wezwani do starostwa powiatowego. Nakazano im sporządzenie listy tysiąca Żydów, którzy według Niemców mieli trafić do obozu pracy na Ukrainie. Deportowanym pozwolono zabrać ze sobą niewielką ilość rzeczy osobistych i trochę pieniędzy. Z rejestracji zwolnieni byli członkowie Judenratu i pracownicy służby niemieckiej. W wyznaczonym dniu tysiąc deportowanych zgromadziło się na Rynku zgodnie ze spisem przygotowanym przez Judenrat wraz z członkami ich rodzin. W ten sposób liczba obecnych przekroczyła wymaganą przez Niemców liczbę. Wszystkich zebranych Niemcy załadowali do 25 wagonów towarowych. W Świrze dołączono transport Żydów z Tarnogrodu. Wszystkich przewieziono na stację kolejową w Czernuszewcach, a następnie wywieziono do obozu zagłady w Bełżcu.
Po tej wywózce w getcie pozostało około 1500 Żydów. We wrześniu 1942 roku hitlerowcy zorganizowali tzw. „małe getto” na wschodnim krańcu ul. 3 Maja. 1 listopada Hersz Zylberberg, drugi szef Judenratu, ogłosił, że z rozkazu Gestapo wszyscy żydowscy robotnicy i ich rodziny, w sumie 70 osób, mają przenieść się do tego getta.
„Operacja Reinhard” w Biłgoraju rozpoczęła się 2 listopada 1942 roku. Miasto otoczyły specjalne oddziały Schupo, które składały się z Niemców oraz kolaborantów łotewskich, chorwackich, litewskich i ukraińskich. Żydzi zostali zgromadzeni w pobliżu Rynku, a stamtąd poprowadzono ich do „Deutsches Haus”. Tam gestapowcy dokonali rewizji zgromadzonych w poszukiwaniu złota i kosztowności. Idący w kolumnach Żydzi byli mordowani przez policjantów eskorty. Ciała zabitych leżały wzdłuż całej ul. 3 Maja. Żydów umieszczono w barakach znajdujących się przy ul. 3. Maja. Wieczorem do Biłgoraja została przyprowadzona społeczność żydowska z Tarnogrodu i Krzeszowa. Następnego dnia wszystkich Żydów wyprowadzono z baraków i ustawiono w kolumnę po 8 osób w szeregu. Znęcano się przy tym – strzelano, przebijano bagnetami, a wyciorami od karabinów zabijano niemowlęta. Pozostałych zapędzono do Zwierzyńca. W trakcie marszu dochodziło do kolejnych mordów. Ze Zwierzyńca przetransportowano ich koleją do obozu zakłady w Bełżcu.
Po wysiedleniu Żydzi z „małego getta” zostali zmuszeni do pracy przy zbieraniu zwłok: na Rynku i ulicach znaleźli około 200 ciał zabitych podczas wysiedlenia.
4 listopada 1942 roku Niemcy zabili Żydów przebywających w Szpitalu Powiatowym w Biłgoraju. Przybywszy pod szpital gestapowcy kazali wynieść kilkunastu ciężko chorych. Załadowano ich na wozy, a następnie wywieziono za parkan ogradzający teren szpitalny. Tam wszystkich zastrzelono, a ciała pochowano w miejscu egzekucji. Do końca 1942 roku Niemcy wyłapywali ukrywających się Żydów. Złapano wówczas i rozstrzelano ok. 300 osób. Miało to miejsce na terenie cmentarz żydowskiego przy ul. Konopnickiej.
„Małe getto” istniało do 10 stycznia 1943 roku. Gestapo nakazało żydowskim robotnikom opuszczenie getta. Młodych mężczyzn oddzielono od nich i zabrano do miejskiego więzienia. Kobiety, dzieci i starców mordowano na miejscu. Grupę młodzieży, w liczbie około 15, wysłano do obozu pracy w Janowicach. 15 stycznia 1943 roku Niemcy ostatecznie zlikwidowali getto.
Wielu Polaków ryzykowało życie własne i swoich rodzin, by przechować u siebie Żydów lub udzielić im innej pomocy. Paweł i Wiktoria Trzcińscy przechowywali Chaskiela Kandla i Dawida Szlafroka z ich rodzinami. Zapłacili za to własnym życiem. Leśniczy Jan Mikulski, ukrywał do końca okupacji 5 Żydów, Rywkę Weinberg, Lilę Stern, Bencjona i Chajma Rosenbaumowów oraz Perlę Twerski.